# Seznam akordových značek
Tento článek obsahuje formou tabulky seznam nejběžnějších akordových značek.
- Principy zápisu a čtení akordových značek jsou popsány samostatně v článku Akordová značka.
- Principy složení akordů jsou samostatně popsány v článku Terciový systém.
- Princip převádění akordů z jedné tóniny do druhé (tj. změna základního tónu akordu) je popsán v samostatném článku Transpozice (hudba). V tomto seznamu jsou všechny akordy uváděny od základního tónu C.

Ve sloupci obsahujícím intervalové složení jsou použita čísla intervalů (2 = sekunda, 3 = tercie, …) doplněná o bližší specifikaci:
- v = velká
- m = malá
- + = zvětšená
- − = zmenšená
- bez přípony = čistá.

## Kvintakordy
| Značka | Alternativní značky                                         | Složení (tóny) | Složení (intervaly) | Poznámky            |
| --- | ----------------------------------------------------------- | -------------- | ------------------- | ------------------- |
| {\displaystyle C\,\!} |                                                             | c-e-g          | 3v, 5               | durový kvintakord   |
| Nelze pochopit (SVG (MathML lze aktivovat pomocí doplňku prohlížeče): Neplatná odpověď („Math extension cannot connect to Restbase.“) od serveru „http://localhost:6011/cs.wikipedia.org/v1/“:): {\displaystyle Cmi \,\! } | {\displaystyle Cm,C-\,\!}                                   | c-e♭-g         | 3m, 5               | mollový kvintakord  |
| {\displaystyle C^{5+}\,\!} | {\displaystyle C^{+},C^{+5},C+,Caug,C^{5\#}\,\!}            | c-e-gis        | 3v, 5+              | zvětšený kvintakord |
| {\displaystyle Cmi^{5-}\,\!} | {\displaystyle Cmi^{-},Cm^{5-},Cm^{-},Cmi^{5b},Cm^{5b}\,\!} | c-e♭-g♭        | 3m, 5-              | zmenšený kvintakord |

## Septakordy
| Značka                          | Alternativní značky                                                                    | Složení (tóny) | Složení (intervaly) | Poznámky                |
| ------------------------------- | -------------------------------------------------------------------------------------- | -------------- | ------------------- | ----------------------- |
| {\displaystyle C^{7}\,\!}       |                                                                                        | c-e-g-b        | 3v, 5, 7m           | dominantní septakord    |
| {\displaystyle C^{7maj}\,\!}    | {\displaystyle C^{maj7},Cmaj,C^{7+}\,\!}                                               | c-e-g-h        | 3v, 5, 7v           | velký septakord         |
| {\displaystyle Cmi^{7}\,\!}     | {\displaystyle Cm^{7}\,\!}                                                             | c-e♭-g-b       | 3m, 5, 7m           | malý mollový septakord  |
| {\displaystyle Cmi^{7maj}\,\!}  | {\displaystyle Cm^{7maj},Cmi^{maj7},Cm^{maj7},\,\!} {\displaystyle Cmmaj,Cmi^{7+}\,\!} | c-e♭-g-h       | 3m, 5, 7v           | velký mollový septakord |
| {\displaystyle C^{7maj/5+}\,\!} | {\displaystyle C^{maj7/5+},Cmaj^{5+},Cmaj^{+}\,\!}                                     | c-e-gis-h      | 3v, 5+, 7v          | zvětšený septakord      |
| {\displaystyle Cmi^{7/5-}\,\!}  | {\displaystyle Cm^{7/5-}\,\!}                                                          | c-e♭-g♭-b      | 3m, 5-, 7m          | malý zmenšený septakord |
| {\displaystyle Cdim\,\!}        | {\displaystyle Co\,\!}                                                                 | c-e♭-g♭-h♭(=a) | 3m, 5-, 7-          | zmenšený septakord      |

## Nonové akordy
| Značka                           | Alternativní značky | Složení (tóny) | Složení (intervaly) | Poznámky                      |
| -------------------------------- | --- | -------------- | ------------------- | ----------------------------- |
| {\displaystyle C^{9}\,\!}        | | c-e-g-b-d      | 3v, 5, 7m, 9v       | –                             |
| {\displaystyle C^{9/7maj}\,\!}   | {\displaystyle Cmaj^{9},C^{9/maj7}\,\!} | c-e-g-h-d      | 3v, 5, 7v, 9v       | –                             |
| {\displaystyle Cmi^{9}\,\!}      | Nelze pochopit (SVG (MathML lze aktivovat pomocí doplňku prohlížeče): Neplatná odpověď („Math extension cannot connect to Restbase.“) od serveru „http://localhost:6011/cs.wikipedia.org/v1/“:): {\displaystyle Cm^{9} \,\! } | c-e♭-g-b-d     | 3m, 5, 7m, 9v       | –                             |
| {\displaystyle Cmi^{9/7maj}\,\!} | {\displaystyle Cmmaj^{9},Cm^{9/7maj},Cmi^{9/7+},Cm^{9/7+}\,\!} | c-e♭-g-h-d     | 3m, 5, 7v, 9v       | –                             |
| {\displaystyle C^{add9}\,\!}     | | c-e-g-d        | 3v, 5, 9v           | přidaná nona (bez septimy)    |
| {\displaystyle Cmi^{add9}\,\!}   | {\displaystyle Cm^{add9}\,\!} | c-e♭-g-d       | 3m, 5, 9v           | přidaná nona (bez septimy)    |
| {\displaystyle C^{9+}\,\!}       | {\displaystyle C^{9\#}\,\!} | c-e-g-b-dis    | 3v, 5, 7m, 9+(=3m)  | alterovaná (zvětšená) nona    |
| {\displaystyle Cmi^{9-}\,\!}     | {\displaystyle Cm^{9-},Cmi^{9b},Cm^{9b}\,\!} | c-e♭-g-b-d♭    | 3m, 5, 7m, 9m       | malá nona v mollovém akordu   |
| {\displaystyle Cmi^{9-/5-}\,\!}  | {\displaystyle Cm^{9-/5-},Cmi^{9b/5b},Cm^{9b/5b}\,\!} | c-e♭-g♭-b-d♭   | 3m, 5-, 7m, 9m      | malá nona ve zmenšeném akordu |

## Undecimové akordy
| Značka                            | Alternativní značky                                                | Složení (tóny) | Složení (intervaly) | Poznámky |
| --------------------------------- | ------------------------------------------------------------------ | -------------- | ------------------- | -------- |
| {\displaystyle C^{11}\,\!}        |                                                                    | c-e-g-b-d-f    | 3v, 5, 7m, 9v, 11   | –        |
| {\displaystyle C^{11/7maj}\,\!}   | {\displaystyle Cmaj^{11},C^{11/7+}\,\!}                            | c-e-g-h-d-f    | 3v, 5, 7v, 9v, 11   | –        |
| {\displaystyle C^{11+/7maj}\,\!}  | {\displaystyle Cmaj^{11+},C^{11+/7+},C^{11\#/7\#}\,\!}             | c-e-g-h-d-fis  | 3v, 5, 7v, 9v, 11+  | –        |
| {\displaystyle Cmi^{11}\,\!}      | {\displaystyle Cm^{11}\,\!}                                        | c-e♭-g-b-d-f   | 3m, 5, 7m, 9v, 11   | –        |
| {\displaystyle Cmi^{11/7maj}\,\!} | {\displaystyle Cmmaj^{11},Cmi^{11/7+},Cm^{11/7maj},Cm^{11/7+}\,\!} | c-e♭-g-h-d-f   | 3m, 5, 7v, 9v, 11   | –        |

## Tercdecimové akordy
| Značka                              | Alternativní značky                                            | Složení (tóny)   | Složení (intervaly)     | Poznámky                                     |
| ----------------------------------- | -------------------------------------------------------------- | ---------------- | ----------------------- | -------------------------------------------- |
| {\displaystyle C^{13}\,\!}          |                                                                | c-e-g-b-d-f-a    | 3v, 5, 7m, 9v, 11, 13v  | kompletní tónový materiál mixolydického modu |
| {\displaystyle C^{13/7maj}\,\!}     | {\displaystyle Cmaj^{13},C^{13/maj7},C^{13/7+}\,\!}            | c-e-g-h-d-f-a    | 3v, 5, 7v, 9v, 11, 13v  | kompletní tónový materiál jónského modu      |
| {\displaystyle C^{13/11+/7maj}\,\!} | {\displaystyle Cmaj^{13/11+},Cmaj^{13/11\#},C^{13/11+/7+}\,\!} | c-e-g-h-d-fis-a  | 3v, 5, 7v, 9v, 11+, 13v | kompletní tónový materiál lydického modu     |
| {\displaystyle Cmi^{13}\,\!}        | {\displaystyle Cm^{13}\,\!}                                    | c-e♭-g-b-d-f-a   | 3m, 5, 7m, 9v, 11, 13v  | kompletní tónový materiál dórského modu      |
| {\displaystyle Cmi^{13-}\,\!}       | {\displaystyle Cm^{13-},Cmi^{13b},Cm^{13b}\,\!}                | c-e♭-g-b-d-f-as  | 3m, 5, 7m, 9v, 11, 13m  | kompletní tónový materiál aiolského modu     |
| {\displaystyle Cmi^{13-/9-}\,\!}    | {\displaystyle Cm^{13-/9-},Cmi^{13b/9b},Cm^{13b/9b}\,\!}       | c-e♭-g-b-d♭-f-as | 3m, 5, 7m, 9m, 11, 13m  | kompletní tónový materiál frygického modu    |
| {\displaystyle Cmi^{13/7maj}\,\!}   | {\displaystyle Cm^{13/7maj},Cmi^{13/7+},Cm^{13/7+}\,\!}        | c-e♭-g-h-d-f-a   | 3m, 5, 7v, 9v, 11, 13v  | kompletní tónový materiál melodické moll     |
| {\displaystyle Cmi^{13-/7maj}\,\!}  | {\displaystyle Cm^{13-/7maj},Cmi^{13-/7+},Cmi^{13-/7\#}\,\!}   | c-e♭-g-h-d-f-as  | 3m, 5, 7v, 9v, 11, 13m  | kompletní tónový materiál harmonické moll    |

## Akordy s přidanou sextou (tercdecimou)
| Značka                        | Alternativní značky                                   | Složení (tóny) | Složení (intervaly) | Poznámky |
| ----------------------------- | ----------------------------------------------------- | -------------- | ------------------- | -------- |
| {\displaystyle C^{6}\,\!}     | {\displaystyle C^{add13}\,\!}                         | c-e-g-a        | 3v, 5, 6v(=13v)     | –        |
| {\displaystyle C^{7/6}\,\!}   | {\displaystyle C^{7add13}\,\!}                        | c-e-g-a-b      | 3v, 5, 6v(=13v), 7m | –        |
| {\displaystyle Cmi^{6}\,\!}   | {\displaystyle Cmi^{add13},Cm^{6},Cm^{add13}\,\!}     | c-e♭-g-a       | 3m, 5, 6v(=13v)     | –        |
| {\displaystyle Cmi^{7/6}\,\!} | {\displaystyle Cmi^{7add13},Cm^{7/6},Cm^{7add13}\,\!} | c-e♭-g-a-b     | 3m, 5, 6v(=13v), 7m | –        |

## Akordy s průtažnou kvartou a sekundou
| Značka                         | Alternativní značky         | Složení (tóny) | Složení (intervaly) | Poznámky         |
| ------------------------------ | --------------------------- | -------------- | ------------------- | ---------------- |
| {\displaystyle C^{4sus}\,\!}   | {\displaystyle C^{4}\,\!}   | c-f-g          | 3+(=4), 5           | průtažná kvarta  |
| {\displaystyle C^{7/4sus}\,\!} | {\displaystyle C^{7/4}\,\!} | c-f-g-b        | 3+(=4), 5, 7m       | –                |
| {\displaystyle C^{2sus}\,\!}   | {\displaystyle C^{2}\,\!}   | c-d-g          | 3-(=2v), 5          | průtažná sekunda |

## Obratykvintakordů
| Značka                                   | Alternativní značky                     | Složení (tóny) | Složení (intervaly) | Poznámky                                           |
| ---------------------------------------- | --------------------------------------- | -------------- | ------------------- | -------------------------------------------------- |
| {\displaystyle {\frac {C}{E}}\,\!}       | {\displaystyle C/e,C/E,C(e)\,\!}        | e-g-c          | 3m, 6m              | první obrat durového kvintakordu – sextakord       |
| {\displaystyle {\frac {C}{G}}\,\!}       | {\displaystyle C/g,C/G,C(g)\,\!}        | g-c-e          | 4, 6v               | druhý obrat durového kvintakordu – kvartsextakord  |
| {\displaystyle {\frac {Cmi}{E^{b}}}\,\!} | {\displaystyle Cmi/e^{b},Cmi/E^{b}\,\!} | e♭-g-c         | 3v, 6v              | první obrat mollového kvintakordu – sextakord      |
| {\displaystyle {\frac {Cmi}{G}}\,\!}     | {\displaystyle Cmi/g,Cmi/G\,\!}         | g-c-e♭         | 4, 6m               | druhý obrat mollového kvintakordu – kvartsextakord |